# Jászberényi József
Jászberényi József (teljes nevén Jászberényi József László; Budapest, 1972. augusztus 11. –) magyar irodalomtörténész, kultúrtörténész, geronto-andragógiai kutató. 2016 márciusától a Milton Friedman Egyetem (korábbi nevén: Zsigmond Király Egyetem) felnőttképzési igazgatója, 2018 májusától az Egyetem Folyamatos Tanulás Projektközpontjának vezetője. A Nyugdíjasok Óbudai Akadémiája alapítója. YouTube csatornája több mint 12.000 feliratkozóval rendelkezik.

## Életútja
Középiskolai tanulmányait a Budai Nagy Antal Gimnáziumban végezte. 1990 szeptemberétől a Kossuth Lajos Tudományegyetemen tanult, ahol 1996-ban szerzett magyar–történelem–filozófia szakos diplomát. 2001-ben az egyetem irodalom- és kultúratudományi doktori iskolájában PhD-fokozatot szerzett summa cum laude minősítéssel a felvilágosodás korának magyar irodalma és a szabadkőművesség tárgykörében.
Több hazai és külföldi egyetemen tanított, kutatott, majd 2006-tól a Zsigmond Király Főiskolán oktatott, 2007-től 2016-ig a Kommunikáció- és Művelődéstudományi Intézet vezetője.
Az ezredfordulón a külföldi tapasztalatok hatására fordult figyelme a gerontológia tudománya, azon belül is leginkább a geronto-andragógia (gerontagógia=idősképzés) felé. Alapítója a Nyugdíjasok Óbudai Akadémiája szeniorképzési hálózatnak, amely 2020 tavaszán 57 helyszínen, több mint 6200 ötven év feletti diákkal működött. A képzés 2016 márciusában EMMI-védnökséget kapott. Idősképzési szakértőként több magyar és nemzetközi szeniorprogram koordinátora és tanácsadója (pl. Silver City, Pestszentlőrinci Norvég Alap projekt stb.). 
2025-ben újra több mint 30 helyszínen, több mint 4500 ötven év feletti diákot tanítanak. 
2013 őszétől 2024 januárjáig az 50 év felettiek oktatásával foglalkozó Szentendrei Aranykor Központ igazgatója volt.
2016 márciusától a Zsigmond Király Egyetem (2018. augusztus 1-től: Milton Friedman Egyetem) felnőttképzési igazgatója.
1990-től dolgozik újságíróként, sportújságíróként, online, helyi és országos lapokban több mint száz cikke, interjúja, tudósítása jelent meg.
2011 és 2020 között öt novelláskötetet adott ki: 2010 és 2017 között megírt novellái teljes anyagát a Hát angyalok vannak-e? című 2017-es kötetében publikálta. 
2020-ban jelent meg a 2017 és 2020 között megjelent novelláinak válogatása, Minden rendben van... címmel.
2020 tavaszától, a koronavírus járvány miatt youtube-videócsatornájára (Dr. Jászberényi József) helyezi több előadása videóit, illetve közéleti véleményanyagait.
Gerontológiai témájú esszéi, elemzései 2020 nyarától helyet kaptak az egy.hu internetes oldalon is.
2021 szeptemberétől a Civil Út Alapítvány idősekkel foglalkozó Odaadó-programjának külső szakértője, cikkeket, videókat készít, szervezi a Civilút Szenior Akadémia-hálózatot.
2023 tavaszától a Kodolányi János Egyetemen is dolgozik, óraadó tanárként, szakdolgozatok témavezetőjeként.   
2024 nyarán a labdarúgó Európa-bajnokság ideje alatt a Mandiner c. lap labdarúgás-szakértőjeként működött.
A Ferencváros elkötelezett szurkolója, videóinak többször témája a kedvenc klubjában történt aktualitás események, mérkőzések.
Emellett Szoboszlai Dominik minden, Liverpoolban lejátszott mérkőzéséről készít részletes videóelemzéseket.

## Családja
2024-ig Szentendrén, 2024 óta Kispesten és Csepelen él, elvált, 4 gyermek (Marcell, Zita, Janka és József Apor) édesapja. Legkisebb fia, József Apor (2013) 2024 őszén rákbetegségben hunyt el. 
Első felesége Kamrás Orsolya (1975-) tanár, újságíró. Második felesége Varga Éva (1976-) tanár, környezetmérnök. Harmadik felesége Dr. Báthory Orsolya (1976-) történész, klasszika-filológus

## Díjai, elismerései
- Pest Megyéért emlékérem (2015)
- Zsigmond-díj (2016)
- Pestszentlőrinc-Pestszentimréért-díj (2017)
- Fischer Ágoston Óbudai Szociális-díj (2018)
- Arany Érdemkereszt (2020)

## Legfontosabb könyvei
- Európai művelődéstörténet (közös könyv Gradvohl Edinával). ZSKF-L’Harmattan, 2007. ISBN 9789632360270
- A nap s az emberiség s a történelem keletről nyugatra tart (Magyarország a napnyugati kultúrában). PrintX-Budavár, 2009. ISBN 9789638808523
- Az aktív időskor lehetőségei Magyarországon (Bevezetés a geronto-andragógiába). PrintX-Budavár, 2009. ISBN 0619000639075
- Geronto-edukáció (Az idősoktatás helyzete és perspektívái itthon és a nagyvilágban). PrintX-Budavár, 2011. ISBN 978-963-86545-2-6
- Ma van a tegnap holnapja... (A harmincas évek magyar tömegfilmjeinek társadalomtörténete és létfilozófiája – 1931–1939). Wunderlich Production, 2013. ISBN 978-963-89754-0-9
- Időskori ageizmus. Saját kiadás, 2016. ISBN 978-963-12-4810-4
- Az élvezettársadalomtól a patrióta társadalomig? Egy új paradigma kezdetén? Saját kiadás, 2017. ISBN 978-963-12-7675-6
- McCarthy medvéje, avagy az élvezettársadalom válságparadoxonjai. 2018. ISBN 978 615 00 2154 6
- Az igazság okossága (Közéleti írások az Úr 2018. esztendejéből) 2018. ISBN 978-615-00-3123-1
- Magyar Aldebaránok, avagy az Isten, a Haza és a Család, 2019. ISBN 978-615-00-4698-3
- "Never too late..." (Az időskori pszichológiai és pszichiátriai problémák és a tanulás), 2019. ISBN 978-615-00-5214-4
- "Roma est patria omnium" (Róma templomai, avagy a szakralitás feltámadása a szimulákrumok temetőjében), 2019. ISBN 978-615-81372-0-1
- "A haza minden előtt". Magyarország kultúrtörténete a 20. és a 21. században, 2020, ISBN 978-615-81372-1-8
- Akmén innen, akmén túl (Gerontológiai írások), 2021. ISBN 978-615-81372-2-5
- Idősügyi kérdések Magyarországon, Civilút Alapítvány, 2021. ISBN 9786150131191
- Idősbarát városok – Jó gyakorlatok a világ minden részéről, Civilút Alapítvány, 2022. ISBN 978-615-01-6559-2
- Az örök élet titka? Időskori életünk négy szintje, Civilút Alapítvány, 2024. ISBN 978-615-82362-1-8

## Legfontosabb cikkei
- Az ageizmus. Polgári Szemle, 2010/1. 22–36.
- Idősoktatás Nagy-Britanniában és Magyarországon. Polgári Szemle, 2011/5–6. 210–239.
- Gerontoedukáció. Magyar Gerontológia, 2012. 4. évfolyam. 16. 39–63.
- The Present and The Possibilities of Hungarian Gerontoeducation (2013. 11. 21. Pécsi Tudományegyetem, FEEK Tudomány Napi Konferencia, plenáris előadás) (Megjelenés: A felnőttek tanulását érintő változó szakmai és szakpolitikai felfogások a társadalmi, gazdasági és kulturális kontextusok terében. Tudományos tanácskozás a Magyar Tudomány Ünnepe alkalmából [e-könyv] ISBN 978-963-642-573-9)
- Az időskori tanulásról (Bajusz Klárával közös cikk). Kultúra és közösség, 2013/3.
- Az idősoktatás/idősképzés mint önálló tudományterület. In: Magyar Gerontológia, 2014., 6. évf., 21. szám. 2-8. p
- Ahol a „gero” és a „geo” találkozik – Időskori aktivitás, gerontoedukáció, geopolitika. Felnőttképzési Szemle, 2015/2. 7–11.
- Mit mutat meg a templom, avagy a túlvilág itt van… Magyar Napló, 2020/5. 17-20.
- A konteók kora – avagy miért most lepték el a közösségi médiát az összeesküvés-elméletek? TheVip, 2021. https://thevip.hu/2021/01/13/a-konteok-kora-avagy-miert-most-leptek-el-a-kozossegi-mediat-az-osszeeskuves-elmeletek/